# Craigslist
Craigslist  es un sitio web de anuncios clasificados con secciones dedicadas al empleo, vivienda, contactos personales, ventas, ítems, servicios, comunidad, conciertos, currículums, y foros de discusión, entre otras.

## Historia

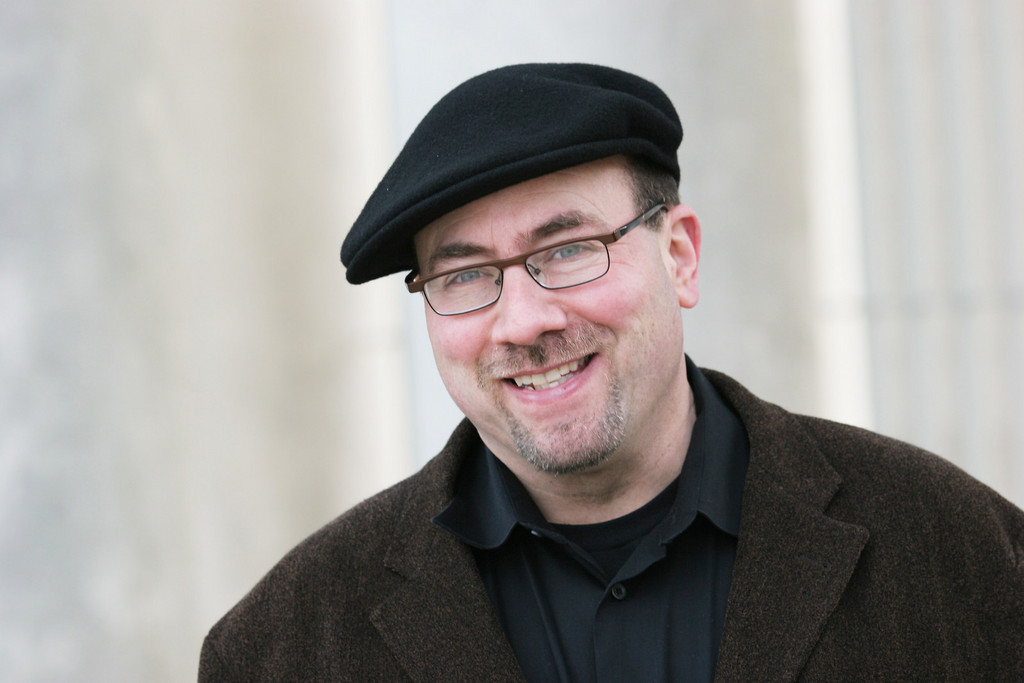
Craig Newmark en 2005.

Fue fundada en 1995 por Craig Newmark.
En sus inicios fue una lista de correo electrónico para en el distrito de Sunset de San Francisco. Después de su constitución en 1999, Craigslist se amplió a nueve ciudades más en el 2000 (todas en los Estados Unidos), cuatro por año, en 2001 y 2002, y 14 en el 2003. Hasta junio de 2006, Craigslist se había establecido en aproximadamente 310 ciudades en todo el mundo.
A la fecha 2006, Craigslist funciona con un personal de 28 personas. Su única fuente de ingresos es a través del cobro de avisos clasificados de empleo en ciertas ciudades ($75 por el anuncio para el área de la bahía de San Francisco; $25 por el anuncio para Nueva York; Los Ángeles; Boston; Seattle; Washington D. C., y listados de agencias inmobiliarias en Nueva York ($10 por anuncio)).
Recibe alrededor de 20 mil millones de visitas (páginas vistas) por mes, poniéndola en el 57.º lugar entre las páginas web mundiales, fue el 10.º entre las páginas web en los Estados Unidos en 2015, con 10 millones de visitantes únicos. 
Teniendo sobre 10 millones de anuncios clasificados nuevos cada mes, Craigslist es el servicio número uno de avisos clasificados en cualquier medio de comunicación. El sitio recibe sobre 500.000 ofertas de empleo nuevas al mes, haciéndolo una de las mejores bolsas de empleo en línea en el mundo. Los avisos clasificados se extienden desde avisos tradicionales de compra/venta, y anuncios a la comunidad; hasta anuncios personales e incluso “servicios eróticos”.
Aunque la compañía no divulga su información financiera, la prensa ha especulado que sus ingresos anuales han crecido desde 10 millones en el 2004 hasta 150 millones en 2007.
Los dueños principales y miembros del consejo directivo son Craig Newmark, Jim Buckmaster y la compañía eBay.
En 2001 fue galardonado con el Premios Webby.
En enero de 2017 la empresa donó medio millón de dólares a la Fundación Wikimedia.